# Kolymagebergte
Het Kolymagebergte of Hoogland van Kolyma (Russisch: Колымское нагорье) is een bergrug in Noordoost-Siberië en maakt deel uit van het Oost-Siberisch Bergland. De bergrug ligt aan de oostkant van de rivier de Kolyma en loopt min of meer parallel aan deze rivier en de noordoostelijke kust van de Zee van Ochotsk. Bestuurlijk ligt het gebergte grotendeels in de oblast Magadan.
De bergrug heeft een lengte van ongeveer 1126 kilometer. In het noorden grenst het aan het Anjoejgebergte en in het noordoosten aan het Anadyrplateau. In het oosten gaat het via onder andere de Sejmtsjano-Boejoendinskojvlakte over in het Korjakengebergte en in het zuidoosten en zuiden loopt het af via grillige rotsmassieven naar de Zee van Ochotsk. In het westen op het Tas-Kystabytgebergte en het Soentar-Chajatagebergte en ten noorden daarvan het Tsjerskigebergte. In het noordwesten grenst het aan het Joekagierenplateau. Het gebergte kan orografisch worden opgedeeld in twee grote gebieden; Boven-Kolyma (in het zuiden) en Midden-Kolyma. Gemiddeld is het gebergte 1000 tot 1200 meter hoog, maar gedeelten komen boven de 2000 meter, waaronder de hoogste piek de Snezjnajaberg met 2293 meter in het Bolsjoj Angatsjakmassief. De rivier Omolon ontspringt in het gebergte.
Het gebied is grotendeels onbewoond en de meeste mensen wonen in het zuidelijke gedeelte Boven-Kolyma, waar de Bottenweg doorheen loopt. Het gebied bestaat voor twee derde uit toendra. In de valleien groeien Siberische dwergdennen.
In het Kolymagebergte wordt goud gewonnen bij de oevers van de Kolyma. Deze goudwinning was vooral berucht in de tijd van de goelagkampen.